# Шенвалд (Бранденбург)
Шенвалд (њем. Schönwald) општина је у њемачкој савезној држави Бранденбург. Једно је од 37 општинских средишта округа Даме-Шпревалд. Према процјени из 2010. у општини је живјело 1.202 становника. Посједује регионалну шифру (AGS) 12061435.

## Географски и демографски подаци
Шенвалд се налази у савезној држави Бранденбург у округу Даме-Шпревалд. Општина се налази на надморској висини од 53 метра. Површина општине износи 44,8 km². У самом мјесту је, према процјени из 2010. године, живјело 1.202 становника. Просјечна густина становништва износи 27 становника/km².